# Île Ristol
L'île Ristol, en anglais Isle Ristol, en gaélique écossais Eilean Ruisteil, est une île du Royaume-Uni située en Écosse.

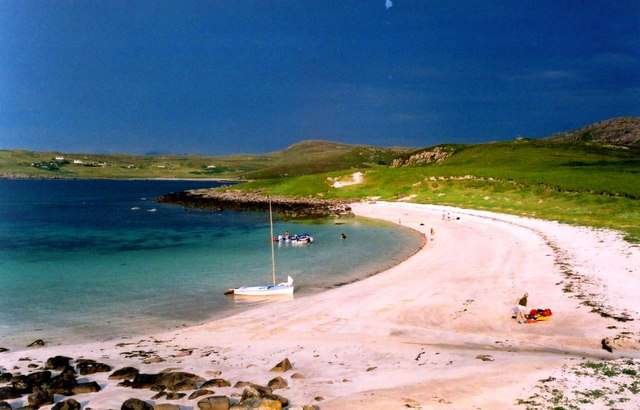
Vue d'une plage de l'île.